# Aedes mikrokopion
Aedes mikrokopion är en tvåvingeart som beskrevs av Knight och Harrison 1987. Aedes mikrokopion ingår i släktet Aedes och familjen stickmyggor.
Artens utbredningsområde är Thailand. Inga underarter finns listade i Catalogue of Life.